# Marie-Sœurette Mathieu
Marie-Sœurette Mathieu   (Port-au-Prince, 10 d'agost de 1949 - Laval, 20 de juliol de 2023) és una escriptora, sociòloga i professora nascuda a Haití.
Daixà el seu país natal al 1970 i se n'anà primer als Estats Units i després a Quebec. Estudià sociologia i educació en la UQAM (Universitat de Mont-real), i és membre de la UNEQ i de la Societat literària de Laval.

## Obres
- Lueurs, Port-au-prince 1971
- Poèmes d'autrefois i Fêlures, Mont-real: Schindler Press, 1976
- Lueurs i Quinze poèmes d'éveil, Mont-real: Édition Lagomatik, 1991
- Pagaille dans la ville, Mont-real: Humanitas, 1995
- Ardémée poèmes, Mont-real: Humanitas, 1997
- L'amour en exil, Mont-real: Éditions du CIDIHCA, 2000
- Double choc pour Mélanie, Mont-real: Éditions du CIDIHCA, 2002[2]
- Retrouvailles Laval: Éditions Teichtner, 2004
- Un pas vers la Matrice, Mont-real: Éditions Grenier, 2009
- L'autre face des Étoiles, Poèmes et Haïkus, Lorraine: Éditions Le grand fleuve, 2012 ISBN 978-2-922673-21-0